# Csombárd
Csombárd község Somogy vármegyében, a Kaposvári járásban.

## Fekvése
Kaposvár északnyugati előterében, Mezőcsokonya, Bodrog, Somogyjád és Hetes közt fekvő település, közúton a Hetes–Osztopán közti 6706-os úton érhető el.
Földrajzilag Belső-Somogy északkeleti, Külső-Somoggyal határos peremén, a Fonyódnál a Kis-Balatont tápláló, hordalékkúpok közé szoruló Pogány-völgyi-víz bal partján fekszik.

## Története
Legkorábbi ismert említése Chombald formában egy 1324-es csoknai határbejárást megörökítő iratból ismert. A település neve személynévi eredetű, de a som és bárd szavak összetételével kialakult, ’somfával vegyes erdőrész’ értelmezése is ismert.
A település első ismert földesurai a vidi illetőségű Bakó Farkas és veje, Csák Mihály voltak. Nevüket egy 1726-os nádori adománylevél őrizte meg, amely visszamenőlegesen, 1717-től megerősítette őket csombárdi birtokukban. 1733-ban Csák Mihály özvegye, Bakó Erzsébet, 1767-ben és 1776-ban pedig Csák Imre birtoka volt. 1834-ben Csák József halálával unokája, báró Pongrácz Gusztáv (1808–1857) örökölte a birtokot, az ő halála után pedig Pongrácz Matild (1841–1921) lett a csombárdi kúria úrnője.
A II. József korabeli népszámlálás tükrében az 1785-ben 180 lakosú Csombárd felnőtt férfilakosságának csaknem fele zsellér, ötöde paraszti sorú volt, de utóbbiak számarányát megközelítette a paraszti-polgári származású családfőké is. A birtokrendezéssel a megművelt területek csaknem harmada paraszti kisbirtokosok kezére került, a falu lakosai és az itt bérleményt szerzők a második világháborúig továbbra is csaknem kizárólag gazdálkodással foglalkoztak.

### Hidas és Újfalu
Csombárdtól délkeletre feküdt Hidas, északkeletre pedig Újfalu, amelyek szerepeltek már az 1332–1337 évi pápai tizedjegyzékben is, azaz Csombárdtól eltérően már a középkorban önálló plébániájuk volt. Újfalu ősi, Szent Mártonnak dedikált plébániatemplomának romjai az 1740-es években még álltak a mai csombárdi temetőben (az akkori cinteremben).
A török hódoltságot követően, a 18. században Újfalu a címzetes szentbenedeki prépostság pusztája, praediuma volt (néha Pusztaújfalu vagy Csombárdújfalu néven), 1785-ben 49, 1828-ban 59 lakossal.  1828 után csatolták a korábban közigazgatásilag is Kaposszentbenedekhez tartozó pusztát Csombárdhoz. A településen a 20. század közepéig folyt az intenzív mezőgazdasági termelőtevékenység, utóbb már a kincstár kezelésében álló bérgazdaságként. Az 1960-as években még lakott néhány család Újfalun, az évtized végére azonban az egykori puszta elnéptelenedett.

## Közélete

### Polgármesterei
- 1990–1994: Sótonyi György (független)[14]
- 1994–1998: Sótonyi György (független)[15]
- 1998–2000: Lukács Béla (Somogyért Egyesület)[16]
- 2000–2002: Présel József (független)[17][18]
- 2002–2006: Présel József (független)[19]
- 2006–2010: Présel József (független)[20]
- 2010–2014: Sótonyi György (független)[21]
- 2014–2019: Sótonyi György (független)[22]
- 2019–2024: Sótonyi Györgyné (független)[23]
- 2024– : Sótonyi Györgyné (független)[1]

A településen 2000. június 25-én időközi polgármester-választást tartottak, az előző polgármester lemondása miatt.

## Népesség
Az 1785-ben megindult cenzusok alapján hagyományosan magyar nemzetiségű falu. 1910-ben 432 lakosából 431 magyar volt. Ebből 411 római katolikus, 7 református, 14 izraelita volt. A legutóbbi lakosságcsúcsot 458 fővel 1960-ban regisztrálták, ezt követően azonban nagyjából kiegyenlített ütemben megindult a lakosságfogyás, az elvándorlás: az 1990-es népszámlálás alkalmával már csak 328 csombárdit számláltak össze, újabb három évtized elteltével, 2022-ben pedig a lakosságszámot 240 főre becsülték.
A 2011-es népszámlálás során a lakosok 93,9%-a magyarnak mondta magát (6,1% nem nyilatkozott). A vallási megoszlás a következő volt: római katolikus 58%, református 3,8%, evangélikus 0,4%, felekezet nélküli 5% (32,8% nem nyilatkozott).
2022-ben a lakosság 85,8%-a vallotta magát magyarnak, 1,1% németnek, 0,4% cigánynak, 2,6% egyéb, nem hazai nemzetiségűnek (14,2% nem nyilatkozott; a kettős identitások miatt a végösszeg nagyobb 100%-nál). Vallásuk szerint 30,7% volt római katolikus, 2,6% református, 0,4% görögkatolikus, 1,9% egyéb keresztény, 0,4% egyéb katolikus, 17,6% felekezeten kívüli (46,4% nem válaszolt).
A település népességének változása:
| Lakosok száma | 270  | 274  | 265  | 240  | 267  | 263  | 260  |
|               | 2013 | 2014 | 2015 | 2021 | 2022 | 2023 | 2024 |

## Nevezetességei
Bár a település a névadója, de a szomszédos Mezőcsokonya közigazgatási területén fekszik a Csombárdi-rét természetvédelmi terület. Számos védett növényritkaság élőhelye (megtalálható itt például az agárkosbor, a keskenylevelű gyapjúsás, a bugás sás, a fekete kökörcsin, a hússzínű ujjaskosbor, a mocsári kosbor, a pompás kosbor és a vidrafű is).
Csombárd földesurainak már a 18. század elején állt udvarháza és mellette házi kápolnája a mai, műemléki védelem alatt álló Csák–Pongrácz-kúria helyén. A műemlékvédelmi szakirodalom szerint a ma látható, barokk stílusú, parasztbarokk törtívű oromzatokkal tagolt udvarház 1780 körül épült, ennek azonban ellentmond, hogy a második katonai felmérés 1782–1785 közötti állapotokat tükröző térképszelvénye még a ma ismerttől jelentősen eltérő, kisebb, de két oldalszárnyával nyugati tájolású cour d’honneurrel rendelkező udvarházat mutat. A kúria utolsó tulajdonosa báró klobusiczy Blaskovits Elemér (1912–2000) volt. Ma szállodaként üzemel.
A kúria falai között található az 1792-ben épült és felszentelt házi kápolna, amely pár évig a Csák család magánáhítatát szolgálta, 1798-ban aztán Szent Kereszt titulussal megnyitották a csombárdiak előtt, és a második világháború végéig szolgált a helyiek misézőhelyéül. Az 1940-es évek végén elpusztult kápolnát 1999-ben helyreállították, de korábbi freskói megőrzése helyett a „somogyi Michelangelo” néven ismert Köteles István festőt kérték fel a kápolnabelső felújítására.
Organikus stílusú római katolikus Magyarok Nagyasszonya-temploma 1993-ban épült fel Domonkos Béla tervei alapján a korábbi iskolakápolna helyén. A berendezéshez tartozik az oltár népiesnek mondható Szűzanya-faszobra stilizált mandorlával, hasonlóan mandorlával keretezett, falba süllyesztett tabernákulummal, voltaképpen pasztofóriummal, valamint egy Madonna-festmény, illetve néhány polikróm faszobor (Madonna, Jézus Szíve, Páduai Szent Antal a gyermek Jézussal). Ifjabb Mohay Attila üvegművész 1996–1997-ben készült ablakai angyalok mellett Szent Józsefet a gyermek Jézussal és a prédikáló Krisztust ábrázolják.
A település központjában áll az 1938-ban állított Szent János-szobor. Eredetileg 1804-ben vagy röviddel előtte a földbirtokos Csák József állíttatott ezen a helyen egy Nepomuki Szent János-szobrot. 1937-ben ennek állapota annyira leromlott, hogy felkértek egy a szentek ikonográfiájában és az emberalakok ábrázolásában járatlan kőfaragót a korábbi védőszent pótlására. A közvetlen környék tucatnyi Nepomuki Szent János-szobra helyett a faragó vélhetően a helyiek leírásából, szóbeli visszaemlékezéseiből indult ki a ma látható provinciális figura kifaragásakor, amelynek öltözete továbbra is Nepomuki Jánost idézi, de feje és a mellkasára szorított írástekercs akaratlanul is Evangélista Szent Jánosra utal. A magyarországi Nepomuki Szent János-szobrok sorában a csombárdi egyedi népi alkotás, sajátos ábrázolásmódja plasztikusan emeli ki Nepomuki János kultuszának elhalványodását.

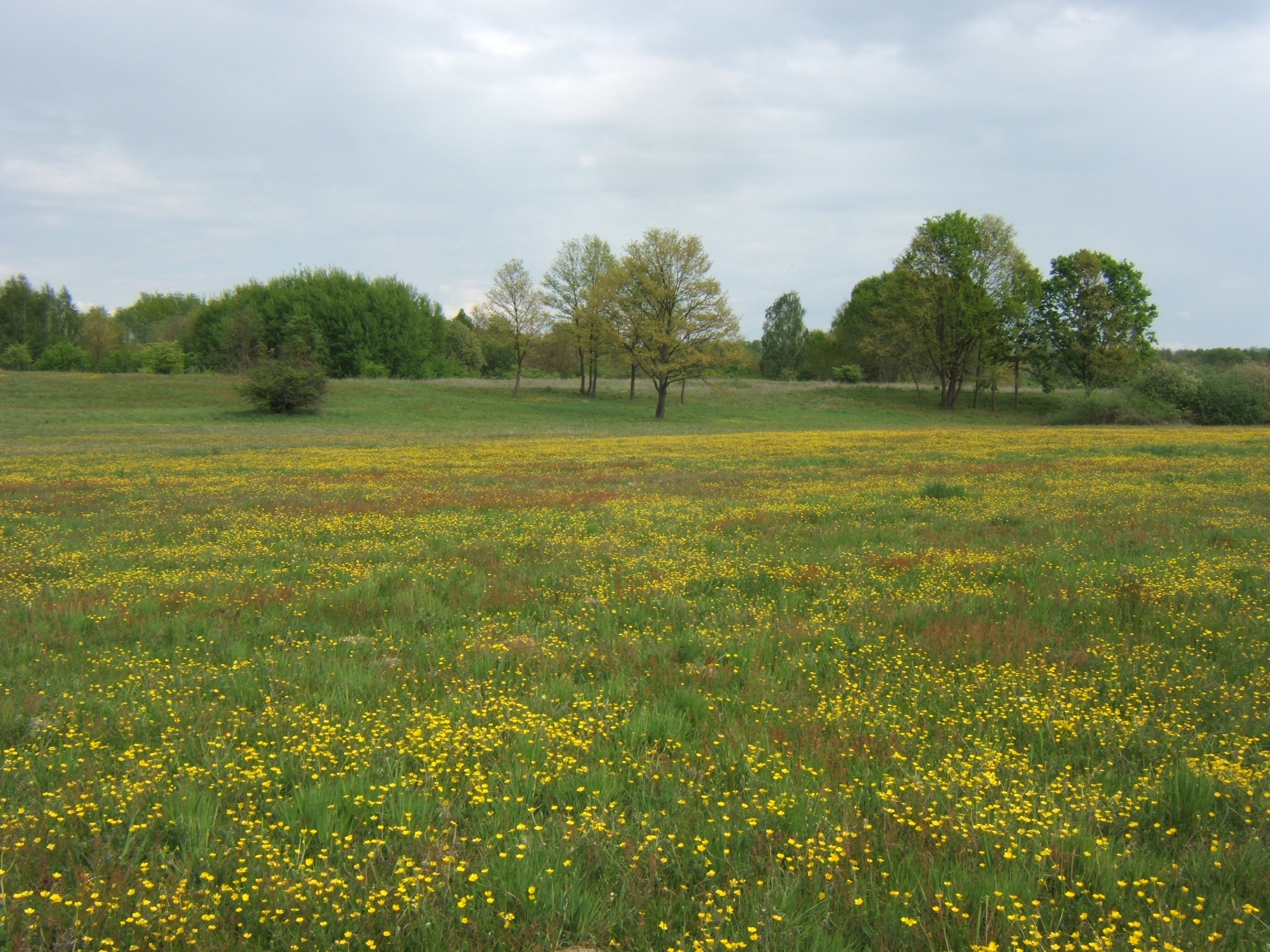
A Csombárdi-rét természetvédelmi terület
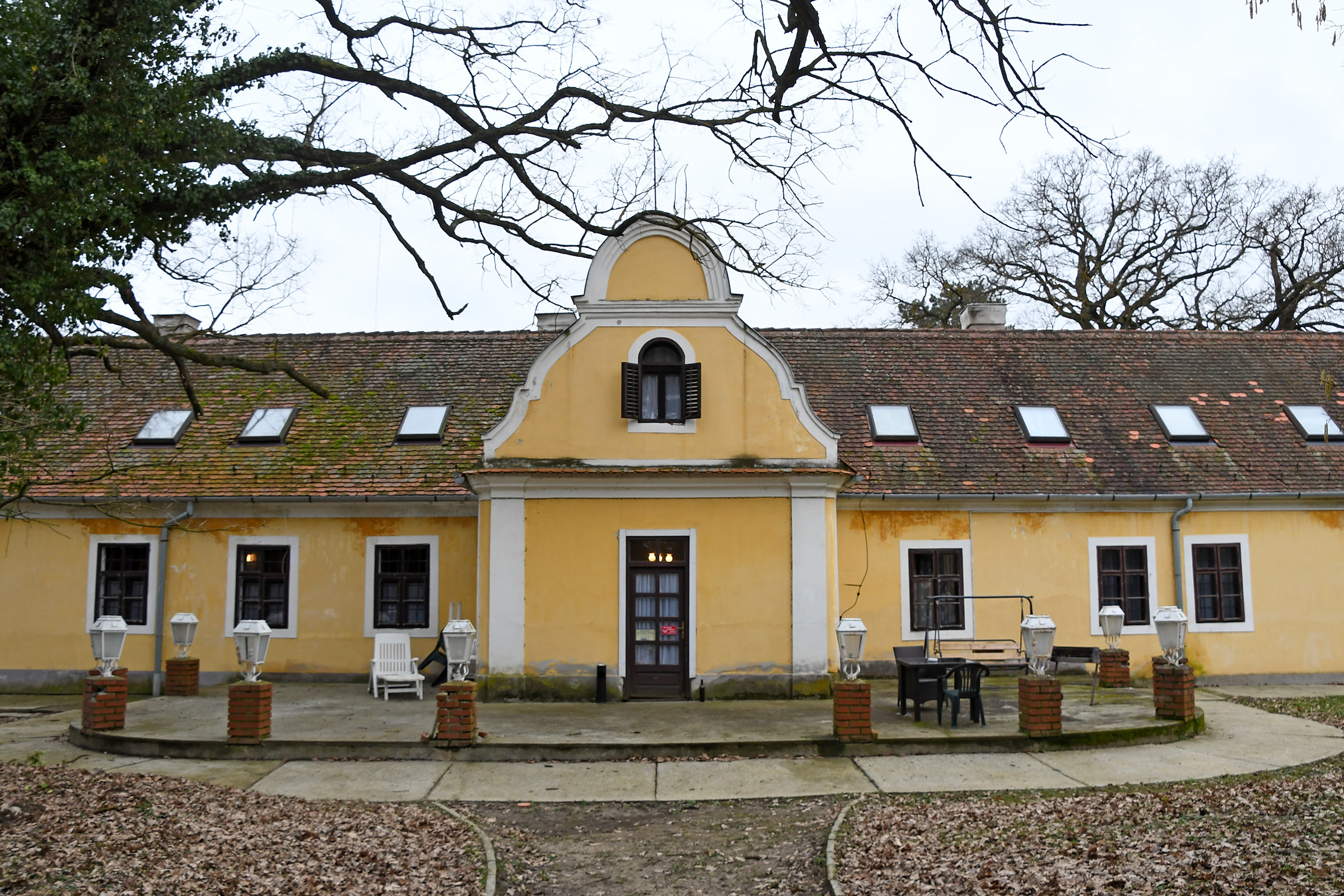
A Csák–Pongrácz-kúria
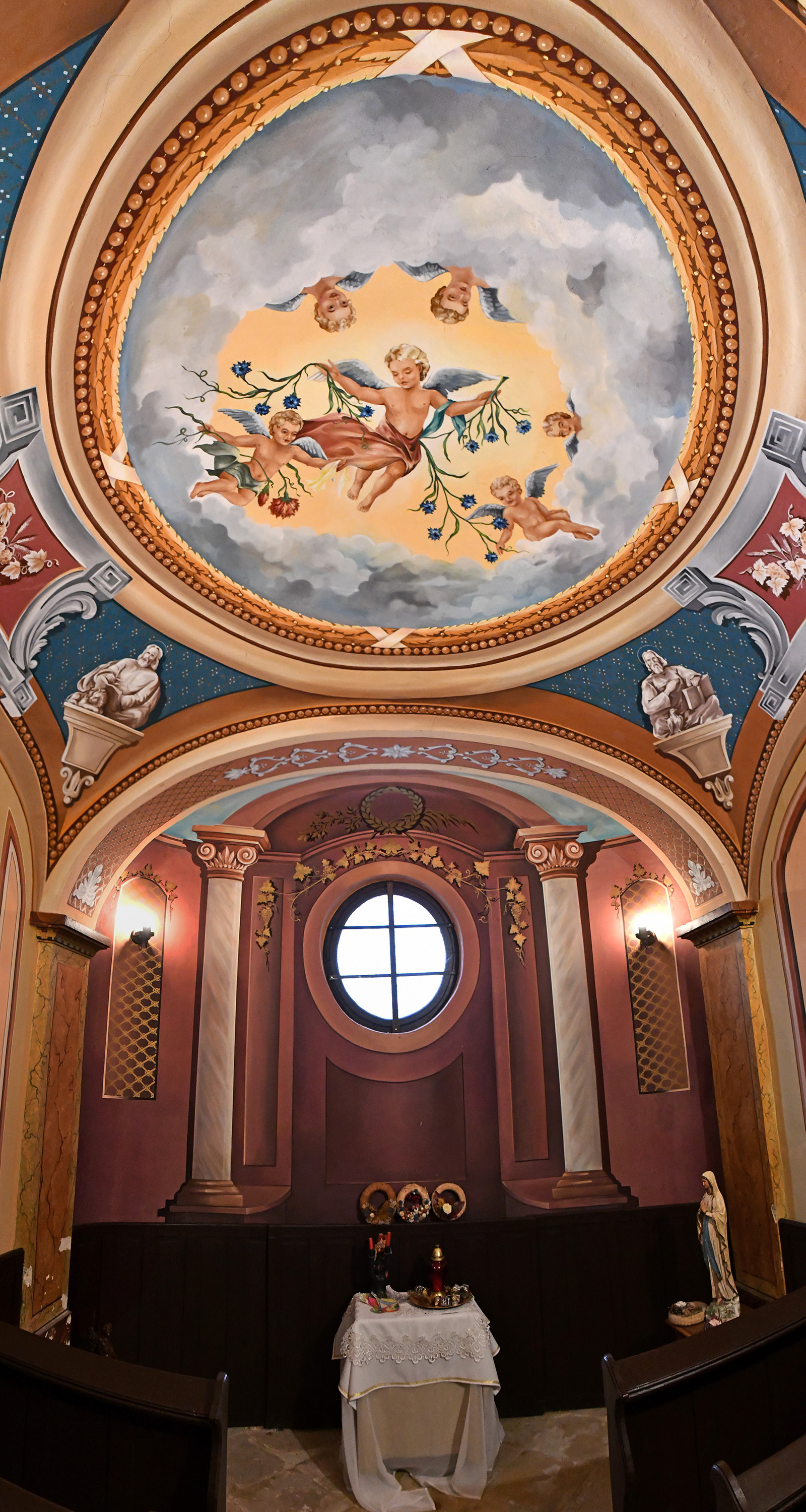
A kúria házi kápolnája
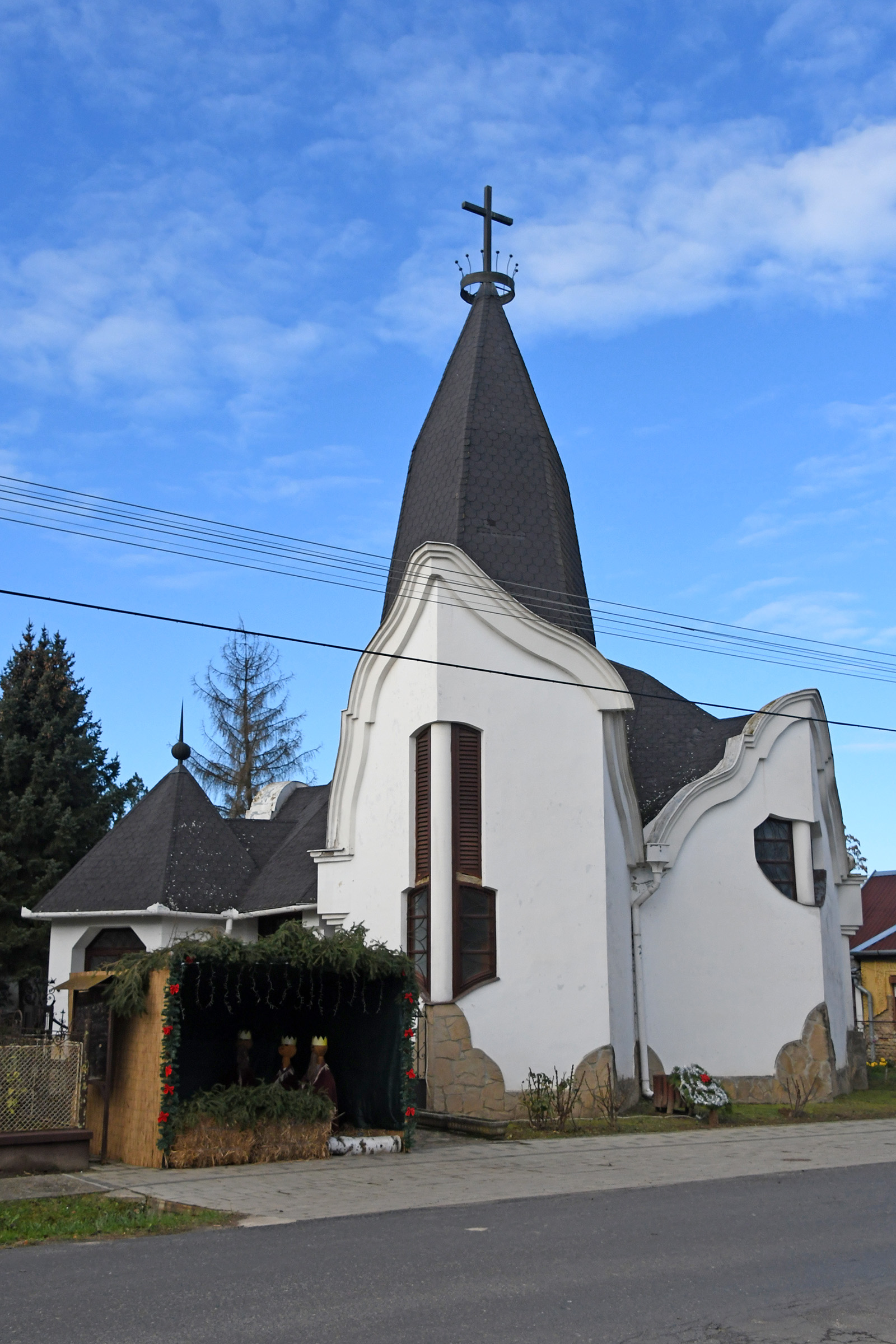
A római katolikus templom
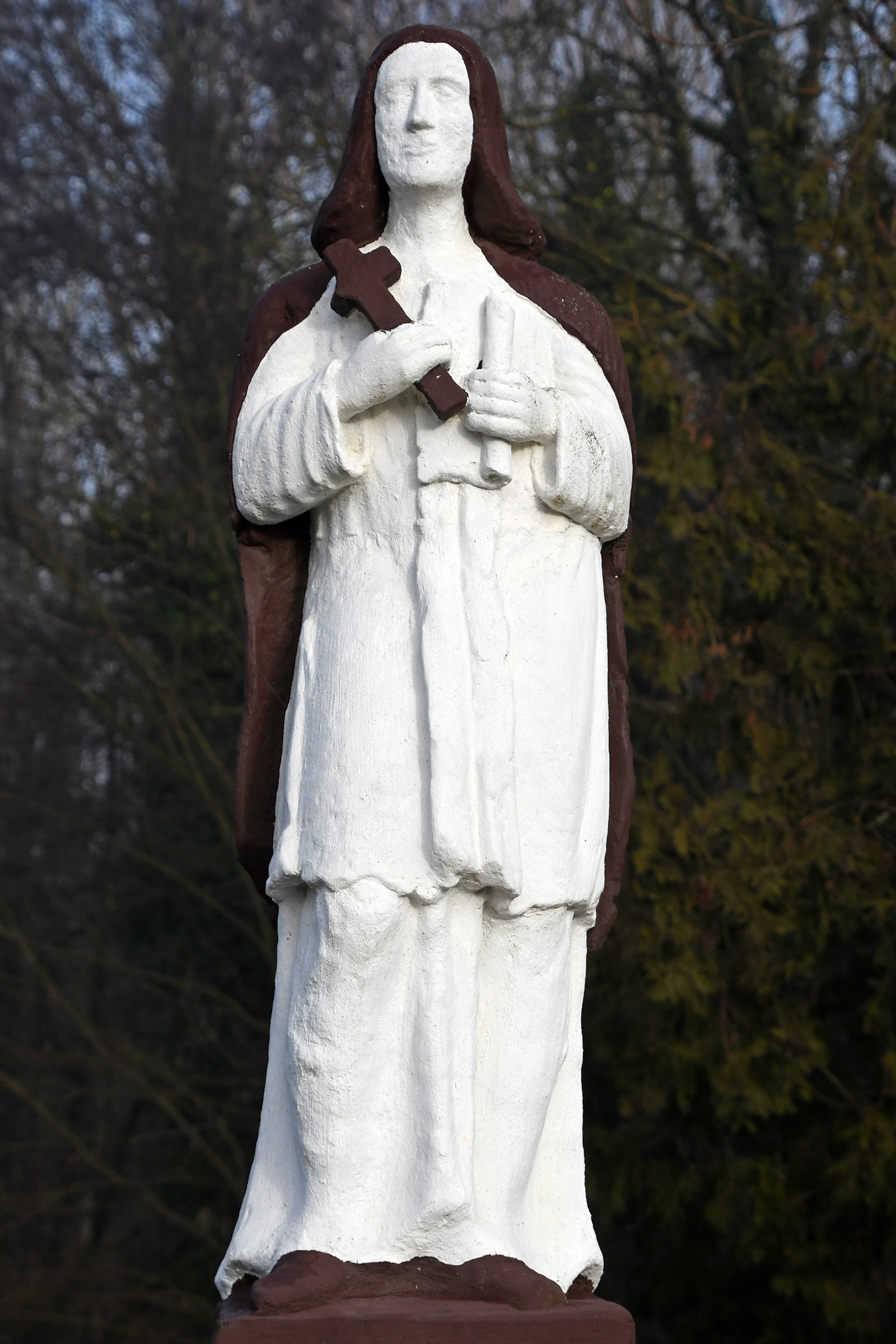
A Szent János-szobor